# Trichaptum suberosum
Trichaptum suberosum är en svampart som beskrevs av Corner 1987. Trichaptum suberosum ingår i släktet Trichaptum och familjen Polyporaceae.   Inga underarter finns listade i Catalogue of Life.